# 杉浦舞
杉浦 舞（すぎうら まい、1979年3月1日 - ）は、TBSスパークル（旧：キャスト・プラス）所属のフリーアナウンサー。

## 来歴・人物
- 愛知県碧南市出身。血液型はO型。既婚[1]。
- 早稲田大学第一文学部哲学科教育学専修を卒業後、2001年にテレビ山梨（UTY）に入社（同期のアナウンサーは鈴木春花）。2005年3月に退社。同年10月からセント・フォースに所属し、フリーアナウンサーとして活動。2007年4月に当時のクリエイティブ・メディア・エージェンシー（キャスト・プラスへ商号変更後、2019年1月にTBSスパークルへ吸収合併）に移籍した。
- ベジタブル&フルーツマイスター、ファイナンシャルプランナー3級、サッカー審判4級、漢字検定2級の資格を有する。熱狂的なサッカーファンで、好きな選手はティエリ・アンリである。愛知県出身ではあるものの、プロ野球は緒方耕一の大ファンで、それ以来の読売ジャイアンツファンである。
- 2012年10月22日の「荒川強啓 デイ・キャッチ!」内で、現在妊娠7カ月であると発表[2]、同年11月2日で同番組を卒業した[3]。2013年1月30日に女児を出産した[4]。

## 現在の担当番組

### ラジオ
- 町田徹のふかぼり!（2018年12月7日 - 、ラジオNIKKEI第1放送 毎週金 ）アシスタント
- 町田徹のふかぼり!フロントページ（2018年12月7日 - 、ラジオNIKKEI第1放送 毎週金 ）アシスタント

## 過去の担当番組

### テレビ山梨
- ウッティな木曜日
- おんがくのかぜ
- ウォッチ!（TBS、山梨県中継担当）
- It's山梨!
- スポーツ中継など

### フリー転向後
- 読売新聞ニュース（日テレG+）
- TBSニュースバード（2007年4月 - 2009年3月）
- 荒川強啓 デイ・キャッチ!（2009年4月6日 - 2012年11月2日、TBSラジオ） - 3代目アシスタント
  - うわさの調査隊（2009年4月6日 - 10月2日、TBSラジオ）
  - ネットワークトゥデイ（2009年4月6日 - 2012年11月2日、TBSラジオ）
  - 杉浦舞のMキャッチ!（2009年12月21日 - 2010年1月8日、TBSラジオ）
  - メキキの聞き耳（2009年10月5日 - 2012年11月2日、TBSラジオ）
- 大谷ノブ彦 Good Job ニッポン（2014年2月25日、ニッポン放送） - 代理アシスタント